# پم باندی
پَمِلا باندی (به انگلیسی: Pamela Bondi ؛ زاده ۱۷ نوامبر ۱۹۶۵) وکیل، لابی گر و سیاستمدار آمریکایی است که از سال ۲۰۲۵ به عنوان هشتاد و‌ هفتمین دادستان کل ایالات متحده آمریکا خدمت می‌کند. او که یک جمهوری‌خواه است، از سال ۲۰۱۱ تا ۲۰۱۹ به عنوان سی و هفتمین دادستان کل فلوریدا فعالیت کرد و اولین زنی بود که به این منصب انتخاب شده بود.
در سال ۲۰۲۰، باندی یکی از وکلای مدافع دیرینه رئیس‌جمهور دونالد ترامپ در جریان اولین محاکمه استیضاح او بود. تا سال ۲۰۲۴ او بازوی حقوقی مؤسسه سیاست اول آمریکا که همسو با ترامپ است را رهبری می‌کرد. در ۲۱ نوامبر ۲۰۲۴، ترامپ اعلام کرد که او برای دادستانی کل ایالات متحده نامزد خواهد شد.

## زندگی
پملا جو باندی، معروف به «پم باندی»، در ۱۷ نوامبر ۱۹۶۵ در تمپل تریس، در ایالت فلوریدا، از والدینی آمریکایی ایتالیایی‌تبار خود متولد شد. پدر باندی عضو شورای شهر تمپل تریس بود و همچنین، مدتی به عنوان شهردار تمپل تریس فعالیت می‌کرد.
او تحصیلات دبیرستان خود را در مدرسه «سی لئون کینگ» منطقه تامپا به پایان رساند. او سپس در دانشگاه فلوریدا تحصیل کرد و در سال ۱۹۸۷ مدرک لیسانس خود را در رشته حقوق کیفری دریافت کرد. او تحصیلات خود را در رشته حقوق در سال ۱۹۹۰ به پایان رساند و یک سال بعد، در آزمون وکالت ایالت فلوریدا شرکت کرد و توانست به عنوان وکیل و حقوقدان مشغول به کار شود.

## مسئولیت‌ها
پم باندی در طول فعالیتش مسئولیت‌های مختلفی داشته که مهم‌ترین آنها به شرح زیر است:
- دادستان شهرستان هیلزبورو
- دادستان کل ایالت فلوریدا
- عضو تیم وکالت ترامپ در دادگاه استیضاح او در دوره اول ریاست جمهوری اش
- رئیس مرکز دعاوی و وکالت در مؤسسه سیاست «اول آمریکا»
- نامزد ترامپ برای پست دادستان کلی در سال ۲۰۲۴

پم کار خود را به عنوان دادستان در شهرستان هیلزبورو، در فلوریدا آغاز کرد و سپس به عنوان دستیار وکیل ایالتی خدمت نمود. او پس از پیروزی در انتخابات عمومی جمهوری خواهان، از سال ۲۰۱۱ تا ۲۰۱۹، سمت دادستانی کل ایالت فلوریدا را بر عهده گرفت و تبدیل به اولین زنی شد که در تاریخ این ایالت، به این مقام رسیده است.
باندی پرونده‌های بزرگی را در دادگاه‌های فلوریدا به سرانجام رساند. مهم‌ترین اقدام او مقابله جدی با باراک اوباما، رئیس‌جمهور دموکرات آمریکا بود. باندی تلاش کرد جلوی اجرای قانون مراقبت‌های بهداشتی که توسط باراک اوباما، رئیس‌جمهور وقت ایالات متحده در سال ۲۰۱۲ تصویب شده بود، بگیرد.
او همچنین تلاش زیادی برای مبارزه با بحران مواد مخدر در فلوریدا کرد و بسیاری از کارتل‌های پخش مواد مخدر را در مناطق مختلف ایالت جمع کرد. باندی همچنین، از ممنوعیت قانون اساسی ایالت فلوریدا در مورد ازدواج همجنس‌گرایان دفاع کرد و برای تشدید قوانین مبارزه با قاچاق انسان تلاش نمود.